# Erster Gedanke
Erster Gedanke är en vals utan opustal av Johann Strauss den yngre. Den spelades första gången den 22 mars 1882 i Gyllene salen i Musikverein i Wien.

## Historia
Våren 1826 köpte Johann Strauss morfar Josef Streim (1772-1837) ett hus i förorten Salmannsdorf utanför Wien. I denna idylliska miljö kunde modern Anna Strauss (1801-70) och hennes barn tillbringa sorgfria somrar fram till 1834. Enligt familjelegenden brukade den kommande valskungen klinka på det gamla pianot i huset och det var också här som den 6-årige Johann Strauss improviserade fram sin första vals, vilken modern stolt skrev ner. Det är inte känt vad som hände med moderns originalmanuskript av det 36 takter långa stycket, men det antas ligga som grund för den första utgivningen av valsen 1881. Året därpå orkestrerade Strauss valsen för en välgörenhetskonsert till förmån för fattiga barn. Konserten ägde rum i Musikverein den 22 mars 1882. Tyvärr försvann noterna till orkesterarrangemanget, inte heller återfanns det i brodern Eduard Strauss verkförteckning över Johanns kompositioner. Nutida inspelningar bygger på Michael Rots nya arrangemang utifrån det existerande klaverutdraget.
Straussforskaren Norbert Linke vid Duisburgs universitet tycker sig i Erster Gedanke höra ekon från fadern Johann Strauss den äldres Alexandra-Walzer (op. 56), första gången framförd på Café Dommayer den 10 juli 1832. Linke drar därmed slutsatsen att den unge Johann inte kan ha improviserat fram sin egen vals förrän i augusti 1832 "efter att han hade tjuvlyssnat på faderns repetitioner av Alexandra-Walzer med sin orkester".

## Om verket
Speltiden är ca 47 sekunder plus minus några sekunder beroende på dirigentens musikaliska tolkning.